# René Lefebvre (homme politique, 1877-1948)
Pour les articles homonymes, voir René Lefèvre et Lefebvre.
René Lefebvre, né le 24 octobre 1877 à Lille (Nord) et mort le 12 octobre 1948 à Fontenay-sous-Bois, est un homme politique français.
Docteur en droit, il s'installe comme industriel à Valenciennes et devient président de la fédération industrielle et commerciale du nord de la France. Il est juge au tribunal de commerce de Valenciennes. Il est député du Nord de 1919 à 1924, inscrit au groupe de la Gauche républicaine démocratique.

## Sources
- « René Lefebvre (homme politique, 1877-1948) », dans le Dictionnaire des parlementaires français (1889-1940), sous la direction de Jean Jolly, PUF, 1960 [détail de l’édition]